# Clitopaxillus
Clitopaxillus is een geslacht van schimmels behorend tot de familie Pseudoclitocybaceae. De typesoort is Clitopaxillus alexandri.

## Soorten
Volgens Index Fungorum bevat het geslacht drie soorten (peildatum april 2023):
| Soortnaam               | Auteur(s)                                            | Publicatiejaar |
| ----------------------- | ---------------------------------------------------- | -------------- |
| Clitopaxillus alexandri | (Gillet) G. Moreno, Vizzini, Consiglio & P. Alvarado | 2018           |
| Clitopaxillus dabazi    | L. Fan & H. Liu                                      | 2020           |
| Clitopaxillus fibulatus | P.-A. Moreau, Dima, Consiglio & Vizzini              | 2018           |